# Соєва свічка

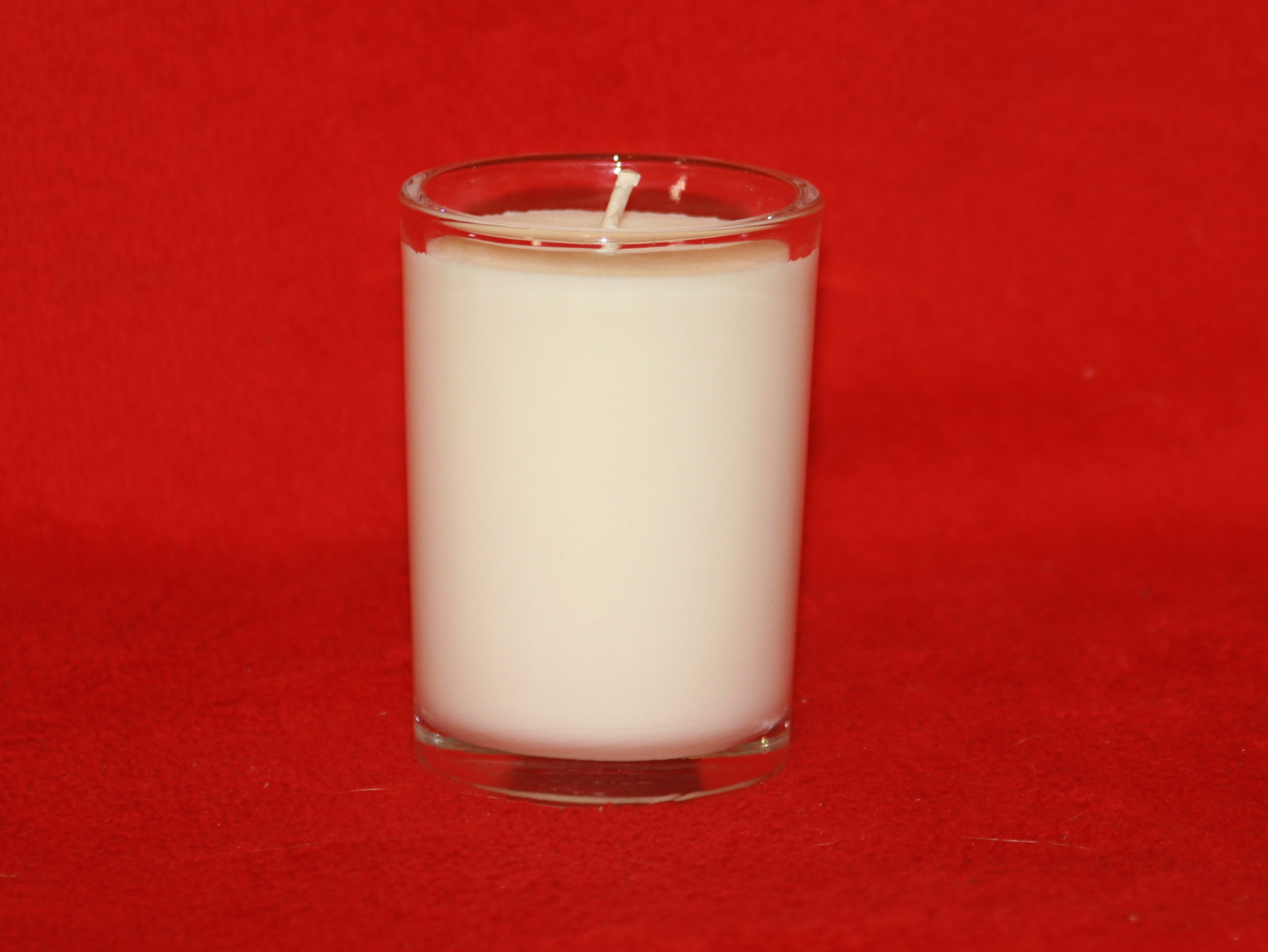
Звичайна соєва свічка

Соєві свічки — це свічки, виготовлені із соєвого воску, який є обробленою формою соєвої олії. Зазвичай це контейнерні свічки, оскільки соєвий віск зазвичай має нижчу температуру плавлення, ніж звичайний віск, але також можна зробити стовпові свічки, якщо в соєвий віск додати певні добавки.

## Соєвий віск
Соєвий віск отримують шляхом повного гідрогенізування соєвої олії. Це хімічний процес, який призводить до утворення тригліцеридів, що включають значну кількість стеаринової кислоти. Зазвичай він менш твердий, ніж парафіновий віск, і має нижчу температуру плавлення у більшості випадків. Проте додавання речовин може збільшити температуру плавлення, зробивши її схожою до температур, характерних для парафінових свічок. Точка плавлення може варіюватися від 49 до 82 градусів за Цельсієм (від 130 до 150 градусів за Фаренгейтом), залежно від складу змішаної речовини.
Соєвий віск має приблизну щільність 90 % густини води, або 0,9 г/мл. Це означає, що дев'ять фунтів (приблизно 4 кг) воску займуть приблизно об'єм десяти 16-унційних банок (приблизно 4.5 кг). Він доступний у формі пластівців та гранул, і має брудно-білий, непрозорий вигляд. Нижча температура плавлення соєвого воску може призводити до розплавлення свічок у спекотну погоду. Однак, оскільки він частіше використовується для виготовлення свічок у контейнерах, це не є серйозною проблемою.

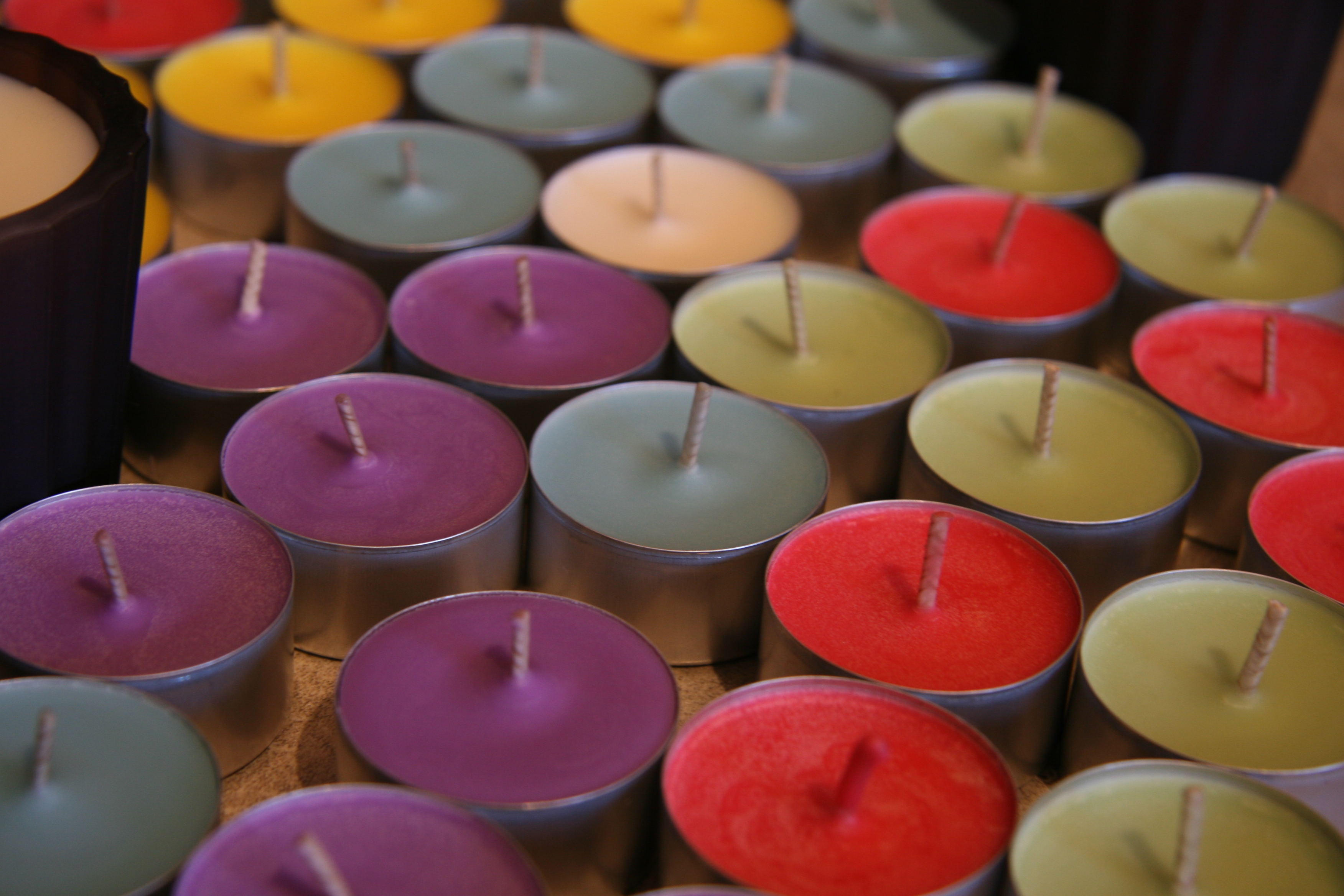
Соєві свічки

Деякі соєві свічки складаються із суміші різних восків, включаючи бджолиний віск, парафін або пальмовий віск.

## Соєві свічки
Соєві свічки розподіляють запахи трохи менше, ніж парафінові. Парафін зазвичай додають для створення «соєвої суміші», яка забезпечує кращий аромат і працює краще за спекотних погодних умов. Сою часто називають кращим воском порівняно з парафіном, але насправді існує дуже мала різниця у виробленні сажі та канцерогенних сполук, що виділяються обома восками.
Соєві свічки також можуть мати кокосовий віск як добавку, оскільки кокосовий віск вважається більш стійким і м'якшим, ніж соєвий, що забезпечує більшу кількість розплаву та виділення запаху.